# Manuela Carrasco
Manuela Carrasco (* 1958 in Sevilla) ist eine spanische Flamenco-Tänzerin.

## Leben und künstlerische Laufbahn
Manuela Carrasco ist Tochter einer Familie von Flamenco-Künstlern. Ihr Vater ist der Tänzer José Carrasco, genannt El Sordo. Mit elf Jahren hatte sie ihren ersten Auftritt in La Cochera, einem der Tablaos von Sevilla, jenen Kabaretts, in denen allabendlich Flamenco-Darbietungen aufgeführt werden. Mit dreizehn Jahren reiste sie auf Tournee durch Europa. Ihre Karriere als Solistin begann im Alter von sechzehn Jahren im Tablao Los Canasteros, wo sie die Aufmerksamkeit von Publikum und Kritik auf sich zog.
Mit 18 Jahren wurde sie für ihre Darbietung beim nationalen Flamenco-Wettbewerb in Córdoba mit dem Preis Pastora Imperio ausgezeichnet. 1976 errang sie den internationalen Preis für Tanzkunst im italienischen San Remo.
In ihrer langjährigen Karriere trat sie in zahlreichen Vorführungen auf, darunter:
- Gitano gemeinsam mit Camarón de la Isla, Pansequito und Lebrijano;
- Ayer, hoy y mañana del flamenco
- Flamenco puro 1985 in Nordamerika, gemeinsam mit Fernanda de Utrera, El Farruco und El Chocolate;
- …Y Sevilla 1992 bei der Flamenco-Biennale von Sevilla.

Carrasco heiratete den Flamencogitarristen Joaquin Amador (* 1957 in Sevilla).
1995 trat sie mit einer Soleá in Carlos Sauras Film Flamenco auf, begleitet von der Stimme von José Mercé. Dieser Tanzform des Flamenco fühlt sie sich in besonderem Maße verbunden:

«La tengo que hacer siempre porque es mi palo, sin la soleá no sería yo. Es con lo que realmente me siento y me identifico. La soleá soy yo.»

„Ich muss sie immer wieder tanzen, weil es mein Palo ist, ohne die Soleá wäre ich nicht ich. In ihr spüre ich mich wirklich, mit ihr identifiziere ich mich. Die Soleá bin ich.“

An der Spitze ihrer eigenen Kompanie setzte sie unter anderem in Szene:
- La Diosa
- Así baila Sevilla
- Jondo Adonai

Bei der Biennale von Sevilla 2002 präsentierte sie, gemeinsam mit El Chocolate und Antonia La Negra, Esencias. Zwei Jahre später trat sie mit einer  Premiere bei dieser Biennale auf: dem Stück Tronío. Mit Un sorbito de lo sublime trat sie unter anderem auf dem Festival von Jerez und den Festivals Caja Madrid und Jueves Flamencos de Sevilla auf.
Auch heutzutage, 2015, ist Manuela Carrasco noch als Tänzerin aktiv. Beim Festival Fire von Pamplona im August 2015 tanzte sie gemeinsam mit Antonio Canales.